# Arrondissement de Wanzleben

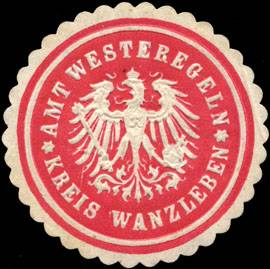
Marque de sceau du bureau de Westeregeln dans l'arrondissement de Wanzleben

L'arrondissement de Wanzleben, est un arrondissement qui existe de 1816 à 1952 dans la province prussienne de Saxe et dans l'état de Saxe-Anhalt dans la zone d'occupation soviétique et la RDA.

## Histoire

### Royaume de Prusse
Dans le cadre des réformes administratives prussiennes après le Congrès de Vienne, l'arrondissement de Wanzleben est créé le 1er juillet 1816 dans le district de Magdebourg dans la province de Saxe. Le siège de l'arrondissement à Wanzleben, mais de 1844 à 1848, il se situe à Klein Oschersleben. La commune de Buckau est élevée au rang de ville en 1859 et transférée de l'arrondissement de Wanzleben à l'arrondissement de Magdebourg en 1862.

### État libre de Prusse
Le 1er avril 1910, l'arrondissement urbain de Magdebourg est agrandi par les communes de Fermersleben, Lemsdorf, Salbke et Westerhüsen de l'arrondissement de Wanzleben. Le 1er avril 1926, la commune de Diesdorf de l'arrondissement de Wanzleben est incorporée dans l'arrondissement urbain de Magdebourg.
Le 30 septembre 1929, une réforme territoriale a lieu dans l'arrondissement de Wanzleben, comme dans le reste de l'État libre de Prusse, dans laquelle tous les districts de domaine indépendants sont dissous et attribués aux communes voisines. Le district du manoir de Gehringsdorf de l'arrondissement de Wanzleben est intégré à la commune de Wormsdorf dans l'arrondissement de Neuhaldensleben. Après la dissolution de la province de Saxe le 1er juillet 1944, l'arrondissement appartient à la nouvelle province de Magdebourg, district de Magdebourg. Au printemps 1945, le quartier est occupé par les forces alliées américaines.

### Zone d'occupation soviétique / République démocratique allemande
Au cours de la réforme administrative de 1952 en RDA, d'importants changements sont apportés à la délimitation de l'arrondissement :
- La commune de Groß Ottersleben est intégrée à la ville de Magdebourg.
- La commune d'Altbrandsleben est transféré dans l'arrondissement d'Oschersleben-sur-la-Bode (de).
- La ville d'Egeln et les communes d'Etgersleben, Hakeborn, Tarthun, Unseburg, Westeregeln et Wolmirsleben sont rattachés à l'arrondissement de Staßfurt.
- Le reste de l'arrondissement forme le nouveau arrondissement de Wanzleben avec les communes d'Eilsleben, Ovelgünne, Ummendorf, Wefensleben et Wormsdorf de l'arrondissement d'Haldensleben et les communes de Drackenstedt, Dreileben, Druxberge et Groß Rodensleben de l'arrondissement de Wolmirstedt.
- Les arrondissements d'Oschersleben, Stassfurt et Wanzleben sont affectés au nouvel district de Magdebourg.

### République fédérale d'Allemagne
Après la réunification des deux États allemands, l'arrondissement de Wanzleben est intégré à l'État rétabli de Saxe-Anhalt en 1990, qui est fusionné avec l'arrondissement de la Börde (de) lors de la réforme du district de 1994 (de).

## Évolution de la démographie
| Année | Habitants | Source |
| ----- | --------- | ------ |
| 1816  | 30.106    | [ 2 ]  |
| 1843  | 41 984    | [ 3 ]  |
| 1871  | 66 768    | [ 4 ]  |
| 1890  | 77 884    | [ 5 ]  |
| 1900  | 84 376    | [ 5 ]  |
| 1910  | 69 463    | [ 5 ]  |
| 1925  | 71 713    | [ 5 ]  |
| 1933  | 66 966    | [ 5 ]  |
| 1939  | 67 256    | [ 5 ]  |
| 1946  | 93 991    | [ 6 ]  |

Parmi les habitants de l'arrondissement, on compte en 1939 81,6 % de protestants, 12,6 % de catholiques, 0,6 % d'autres chrétiens, 5,2 % d'autres et 8 juifs

## Constitution communale
Depuis le XIXe siècle, l'arrondissement de Wanzleben est divisé en villes, en communes rurales et en districts de domaine. Avec l'introduction de la loi constitutionnelle prussienne sur les communes du 15 décembre 1933 ainsi que le code communal allemand du 30 janvier 1935, le principe du leader est appliqué au niveau municipal. Une nouvelle constitution d'arrondissement n'est plus créée; Les règlements de l'arrondissement pour les provinces de Prusse-Orientale et Occidentale, de Brandebourg, de Poméranie, de Silésie et de Saxe du 19 mars 1881 restent applicables.

## Administrateurs de l'arrondissement
- 1816–1844 Christoph von Alemann auf Benneckenbeck
- 1844–1848 Hans Friedrich Wilhelm von Kotze
- 1848–1851 Brenning
- 1851–9999 Guido Hermann August von Skal
- 1851–1883 Simon Bernhard von Lavière
- 1883–1899 Hans Ludolf von Kotze
- 1899–1904 Ernst Josef von Mikusch-Buchberg
- 1904–1907 Georg Gottfried von Jacobi
- 1907–1915 Hans Peter von Kotze (de)
- 1915–1917 Max Rudolf Carl von Bahrfeldt
- 1917–1919 Karl Albert Ludwig von Doetinchem de Rande
- 1919–9999 Hermann Müller
- 1919–1922 Friedrich Hahn
- 1922–1926 Wilhelm Kehling
- 1926–1929 Paul Runge (de)
- 1929–1933 Hellmuth Baumann (de)
- 1933–9999 Philipp Harte
- 1933–1935 Horst von Windheim
- 1935–0000 Steinmeyer
- 1944–1945 Heinrich Teipel (de)

## Villes et communes

### Statut en 1939
En 1939, l'arrondissement de Wanzleben comprend quatre communes et 35 autres communes : 
| - Altbrandsleben - Altenweddingen - Ampfurth - Bahrendorf - Bergen - Beyendorf - Bleckendorf - Bottmersdorf - Dodendorf - Domersleben | - Egeln, ville - Eggenstedt - Etgersleben - Groß Germersleben - Groß Ottersleben - Hadmersleben, ville - Hakeborn - Hohendodeleben - Klein Germersleben - Klein Oschersleben | - Klein Rodensleben - Klein Wanzleben - Langenweddingen - Osterweddingen - Peseckendorf - Remkersleben - Schermcke - Schleibnitz - Schwaneberg - Seehausen, ville | - Sohlen - Stemmern - Sülldorf - Tarthun - Unseburg - Wanzleben, ville - Welsleben - Westeregeln - Wolmirsleben |

### Municipalités dissoutes ou supprimées avant 1939
- Benneckenbeck, 1921 à Groß Ottersleben
- Buckau, 1862 à l'arrondissement de Magdebourg
- Diesdorf, 1926 à Magdebourg
- Fermersleben, 1910 à Magdebourg
- Klein Ottersleben, 1921 à Groß Ottersleben
- Lemsdorf, 1910 à Magdebourg
- Salbke, 1910 à Magdebourg
- Westerhüsen, 1910 à Magdebourg